# Lång konsonant
Lång konsonant eller geminata, som verbalsubstantiv kallat konsonantförlängning eller geminering, är språkvetenskapliga begrepp inom fonetik och fonologi för artikulering av konsonantljud under en tidsperiod längre än för en enkeltonskonsonant, alltså långa konsonantljud och i synnerhet klusil (explosiva konsonantljud).
Lång konsonant representeras i många skriftsystem av dubbelkonsonant och uppfattas ofta som en fördubbling av konsonanten. Geminering avser just detta, härrörande latin: geminare som härleds ur geminus som betyder ”tvilling”, medan geminata är dess latinska perfektparticip. Vissa fonologiska teorier använder dubbelkonsonant, dubbelskrivning eller dubbelteckning med mera synonymt om lång konsonant medan andra särskiljer dessa som egna distinkta fenomen. SAOB anger bland annat an konsonantfördubbling som begrepp för dubbelteckning av långt konsonantljud samt konsonantförenkling som begrepp för enkelskrivning eller förenkling av lång konsonant.
Lång konsonant förekommer inom till exempel finskan och schweizertyskan.